# Korfball ai Giochi della VII Olimpiade
La competizione dimostrativa di korfball dei Giochi della VII Olimpiade si svolse il 22 agosto 1920 allo stadio Olimpico di Anversa.
Constò di sole due squadre partecipanti provenienti dai Paesi Bassi. Il risultato fu di 2-0 in favore dell'Olanda Meridionale. L'arbitro della competizione fu Repko.

## La competizione
| Oro | Argento | Bronzo |
| Olanda Meridionale donne: J. Schilthuizen T. Buy J. Christiansen N. van Noort S. Ballego F. Dekker uomini: F. A. van Zimmeren A. Ouwerkerk N. Ragut G. de Mey K. Nieuwenhuizen H. van der Reyden H. J. Popp (riserva) | Amsterdam donne: F. Jansen A. van Beek E. Teunisse W. Stiens T. Donker M. Gregorius T. Abeling (riserva) uomini: H. W. Vliegen N. Ouwehand J. Brinck L. Brinck J. de Nie G. Sieverts L. van Koesveld (riserva) | —      |